# Coin Heist
Coin Heist (A golpe de monedas en España y Misión monedas en Hispanoamérica) es una película de drama criminal estadounidense de 2017 escrita y dirigida por Emily Hagins y basada en la novela para adultos jóvenes del mismo nombre de Elisa Ludwig. La película está protagonizada por Sasha Pieterse, Alexis G. Zall, Alex Saxon, Jay Walker y Connor Ratliff. Fue lanzado en Netflix el 6 de enero de 2017.
En la película, un grupo de estudiantes intenta recaudar dinero para su escuela entrando en una casa de moneda y creando una serie de monedas de edición limitada para venderlas a los coleccionistas.

## Argumento
En la escuela Dennington Prep, cuatro estudiantes inicialmente no conectados se unen para recuperar parte de los $10 millones en fondos que fueron malversados de las arcas de la escuela. Alice, como es una hábil hacker, se acerca a Jason, hijo del director (acusado de malversar los fondos) con la idea de crear sus propios alojamientos en el estado de Míchigan ligeramente alterados, con un valor de $ 5,000 cada uno. Se inspiró durante su reciente viaje de estudios a la casa de la moneda. Consiguen la ayuda mecánica de Benny, un estudiante becado de fútbol que ayuda en el garaje de su tío, y de Dakota, la mandona exnovia de Jason, que es increíblemente organizada.
Dakota lleva al equipo a la Casa de la Moneda primero engatusando a los guardias, haciéndose pasar por un reportero para distraer al gerente. Alice piratea el sistema de seguridad a través de la computadora de la casa de la moneda, mientras los chicos trabajan en cómo crear un tinte ligeramente alterado. Todo parece estar saliendo bien, cuando tienen una gran pelea. Se ven obligados a seguir adelante cuando Alice piratea el sitio web de Mint y les da el sábado, la noche del baile, para acuñar las monedas. Jason y Dakota se preparan para tocar la música, mientras que Alice y Benny van a acuñar las monedas. Tienen un problema doble, producen accidentalmente 10 veces la cantidad necesaria y no cancelan el camión de mantenimiento real. Jason y Dakota acuden en su ayuda.
Parece que se han salido con la suya, pero su profesor de arte descubre su atraco. Llevándolos ante el presidente de la junta escolar, quien por cierto fue el culpable de los $ 10 millones faltantes, le ofrecen las valiosas monedas a cambio de devolver el dinero a la dotación de la escuela y su inmunidad. La película termina con Dakota proponiendo que Benny y ella intenten una relación y Jason lo mismo con Alice, pero con él en una escuela secundaria normal.

## Reparto
- Sasha Pieterse como Dakota Cunningham
- Alexis G. Zall como Alice Drake
- Alex Saxon como Jason Hodges
- Jay Walker como Benny
- Michael Cyril Creighton como Sr. Rankin, profesor de arte y diseños
- Zach Broussard como Tony
- Craig Walker como Nico
- Connor Ratliff como el Sr. García
- Slate Holmgren como Horacio
- Will Denton como Dylan
- David W. Thompson como Greg
- Mark Blum como el Sr. Smerconish, presidente de la junta
- Olivia Birkelund como la Sra. Hodges